# Norwood (South Australia)
Norwood ist ein Stadtteil von Adelaide mit 5800 Einwohnern im australischen Bundesstaat South Australia. Er befindet sich etwa 4 Kilometer östlich des Stadtzentrums und ist Sitz des Verwaltungsgebiet (LGA) Norwood, Payneham & St Peters City. Mit seiner Gründung am 7. Juli 1853 ist es die älteste selbständige Verwaltungseinheit, außerhalb von Adelaide, in South Australia.

## Geschichte
Norwood ist benannt nach Norwood in London. Die ersten Planungen und Landzuweisungen fanden 1847 statt. Anfang der 1850er Jahre begann sich dann eine Gruppe von Leuten für eine gemeinsame Verwaltung der drei Nachbarorte Norwood, Marryatville und Kensington einzusetzen, welche am 7. Juli 1853 daraufhin eingerichtet wurde. 1859 wurde dann das erste Rathaus in South Australia in Norwood eröffnet. In den 1860er Jahren wurde ein Wasser- und Gasnetz eingerichtet und 1878 wurde Norwood durch eine von Pferde gezogenen Straßenbahn, an das Nahverkehrsnetz von Adelaide angebunden. Das alte Rathaus wurde 1883 durch ein neues, zweistöckiges Gebäude ersetzt. Es bildet mit seiner Lage an der wichtigsten Straße von Norwood The Parade noch heute den Mittelpunkt des Stadtteils.

## Persönlichkeiten
- Friedrich Eduard Krichauff (1824–1904), deutsch-australischer Botaniker und Politiker
- Ada à Beckett (1872–1948), Biologin und Hochschullehrerin
- Hermann Homburg (1874–1964), Rechtsanwalt, Politiker und Minister